# Bandslam

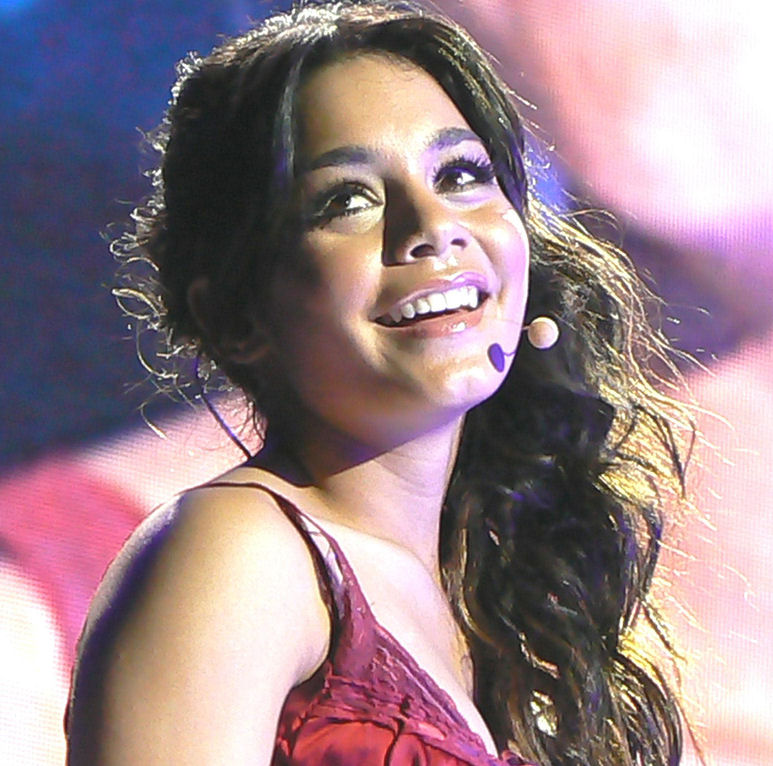
Bl a Vanessa Anne Hudgens (känd från High School Musical-filmerna) medverkar i Bandslam

Bandslam (tidigare benämnd Will och Rock On) är en amerikansk musikfilm. Filmen hade premiär den 14 augusti 2009 i USA. I rollerna ses bland andra Gaelan Connell, Alyson Michalka, Vanessa Hudgens, Scott Porter och Lisa Kudrow.

## Handling
Bandslam är en dramatisk musikal som handlar om en mobbad kille som heter Will och hans flickvän Sam och hans kompis Charlotte.

## Skådespelare
- Gaelan Connell — Will Burton
- Vanessa Hudgens — Sam
- Alyson Michalka — Charlotte Banks
- Lisa Kudrow — Karen Burton
- Charlie Saxton — Bug
- Tim Jo — Omar
- Scott Porter — Ben Wheatley
- Ryan Donowho — Basher Martin
- Elvy Yost — Irene Lerman
- Lisa Chung — Kim
- David Bowie — Sig själv